# 石川県道154号滝ヶ原栄谷線
石川県道154号滝ヶ原栄谷線（いしかわけんどう154ごう たきがはらさかえだにせん）とは、石川県小松市から同県加賀市を結ぶ一般県道（石川県道）である。

## 路線概要
- 起点：石川県小松市滝ヶ原町ナ15番1地先
- 終点：石川県加賀市栄谷町ロ200番地先（＝石川県道11号小松山中線交点）

起点は、小松市南西部の中山間地の滝ヶ原町。旧小松市立那谷小学校滝ヶ原分校前を経て、宇谷川に沿って西へ進む。加賀市に入り、宇谷町地内をクランクで折れ、石川県道11号小松山中線に突き当たり、終点。

## 歴史
- 1960年（昭和35年）10月15日：路線認定。

## 接続道路
- 石川県道11号小松山中線（加賀市栄谷町：終点）

## 通過する自治体
- 石川県
  - 小松市 - 加賀市

## 冬期閉鎖区間
- 小松市滝ヶ原町 0.7km
  - 概ね12月下旬から翌年3月下旬まで閉鎖される。滝ヶ原町内の当県道と接する集落末端の民家の先からが実質的な冬期閉鎖区間[要出典]となる。常設のゲートはない。